# رگرسیون چندجمله‌ای
در آمار، رگرسیون چندجمله‌ای (به انگلیسی: Polynomial regression) شکلی از تحلیل رگرسیونی است که در آن رابطه بین متغیر مستقل x و متغیر وابسته y به عنوان چندجملهای درجه n در x مدل می‌شود. رگرسیون چندجمله‌ای برازش یک رابطه غیرخطی بین مقدار x و میانگین شرطی متناظر y که با E(y) نشان داده می‌شود. | x). اگرچه رگرسیون چندجمله‌ای یک مدل غیرخطی را با داده‌ها برازش می‌کند، اما به عنوان یک مسئله برآورد آماری خطی است، به این معنا که تابع رگرسیون E(y | x) در پارامترهای مجهولی که از داده‌ها تخمین زده می‌شوند خطی است. به همین دلیل، رگرسیون چندجمله‌ای یک مورد خاص از رگرسیون خطی چندگانه در نظر گرفته می‌شود.
متغیرهای توضیحی (مستقل) حاصل از بسط چندجمله‌ای متغیرهای «پایه» به عنوان اصطلاحات درجه بالاتر شناخته می‌شوند. از چنین متغیرهایی در تنظیم دسته‌بندی نیز استفاده می‌شود.

یک رگرسیون چندجمله‌ای مکعبی متناسب با یک مجموعه داده شبیه‌سازی شده. باند اطمینان یک باند اطمینان همزمان ۹۵٪ است که با استفاده از رویکرد شفه ساخته شده‌است.